# 나라별 주요 성씨 목록
많은 문화권에서 소수의 성씨가 인구의 대다수를 점하는 경향이 있다. 여기서는 주요 국가의 대표적인 성씨를 알아본다.

## 아시아

### 대한민국
1. 김 (金; Kim, Gim)
2. 이 (李; Lee, Yi, I)
3. 박 (朴; Park, Pak, Bak)
4. 최 (崔; Choi, Choe)
5. 정 (鄭; Jeong, Jung, Chung)
6. 강 (姜; Kang, Gang)
7. 조 (趙; Jo, Cho)
8. 윤 (尹; Yun, yoon)
9. 장 (張; Jang, Chang)
10. 임 (林; Lim, Im, Yim)
11. 한 (韓; Han)
12. 오 (吳; Oh, O)
13. 서 (徐; Seo, Su)
14. 신 (申; Shin)
15. 권 (權; Kwon, Gwon)
16. 황 (黃; Hwang)
17. 안 (安; An, Ahn)
18. 송 (宋; Song)
19. 류 (柳; Ryu, Yu)
20. 전 (全, Jeon)
21. 남 (南,Nam)

2015년 대한민국 통계청
한국의 인명표기는 로마자 표기법에 의거하지 않는 경우가 많아 하나의 성에 여러 가지 표기가 공존한다.

### 중국
1. 중국어: 李, 병음: Lǐ 이[*]
2. 중국어: 王, 병음: Wáng 왕[*]
3. 중국어 정체자: 張, 병음: Zhāng 장[*]
4. 중국어 정체자: 劉, 병음: Liú 류/유[*]
5. 중국어 정체자: 陳, 병음: Chén 진[*]
6. 중국어 정체자: 楊, 병음: Yáng 양[*]
7. 중국어: 黃, 병음: Huáng 황[*]
8. 중국어 정체자: 趙, 병음: Zhào 조[*]
9. 중국어 정체자: 吳, 병음: Wú 오[*]
10. 중국어: 徐, 병음: Xú 서[*]
11. 중국어: 周, 병음: Zhōu 주[*]
12. 중국어 정체자: 孫, 병음: Sūn 손[*]
13. 중국어: 朱, 병음: Zhū 주[*]
14. 중국어 정체자: 馬, 병음: Mǎ 마[*]
15. 중국어: 胡, 병음: Hú 호[*]
16. 중국어: 郭, 병음: Guō 곽[*]
17. 중국어: 何, 병음: Hé 하[*]
18. 중국어: 高, 병음: Gāo 고[*]
19. 중국어: 林, 병음: Lín 임[*]
20. 중국어 정체자: 羅, 병음: Luó 나[*]

### 일본
일본의 성씨는 지역에 따라 순위에 차이가 있다. 도쿄 및 그 이북지역에서는 사토 및 스즈키가, 교토 및 오사카와 그 이남지역은 야마모토와 다나카가 많다.
도쿄를 중심으로한 간토 지역의 다수성은 다음과 같다.
1. 佐藤  사토(Satō)[*]
2. 鈴木  스즈키 (Suzuki)[*]
3. 高橋  다카하시(Takahashi)[*]
4. 田中  다나카(Tanaka)[*]
5. 渡辺  와타나베(Watanabe)[*]
6. 伊藤  이토(Itō)[*]
7. 山本  야마모토(Yamamoto)[*]
8. 中村  나카무라(Nakamura)[*]
9. 小林  고바야시(Kobayashi)[*]
10. 斎藤  사이토(Saitō)[*]
11. 加藤  가토(Katō)[*]
12. 吉田  요시다(Yoshida)[*]
13. 山田  야마다(Yamada)[*]
14. 佐々木  사사키(Sasaki)[*]
15. 山口  야마구치(Yamaguchi)[*]
16. 松本  마쓰모토(Matsumoto)[*]
17. 井上  이노우에(Inoue)[*]
18. 木村  기무라(Kimura)[*]
19. 林  하야시(Hayashi)[*]
20. 清水  시미즈(Shimizu)[*]

상위 10개 성이 인구의 8.35%를 차지한다.

### 베트남
- 응우옌 阮 Nguyễn (38.4%)
- 쩐 陳 Trần (11%)
- 레 黎 Lê (9.5%)
- 후인 / 호앙 黃 Huỳnh/Hoàng (5.1%)
- 팜 范 Phạm (5%)
- 판 潘 Phan (4.5%)
- 보/부 武 Võ/Vũ (3.9%)
- 당 鄧 Đặng (2.1%)
- 부이 裴 Bùi (2%)
- 도 杜 Đỗ (1.4%)
- 호 胡 Hồ (1.3%)
- 응오 吳 Ngô (1.3%)
- 즈엉 楊 Dương (1%)
- 리 李 Lý (0.5%)

## 유럽

### 벨기에
|    | 성                 | 사람 수 |
| -- | ------------------ | ------- |
| 1  | 페터르스/Peeters   | 33,113  |
| 2  | 얀선스/Janssens    | 30,996  |
| 3  | 마이스/Maes        | 25,567  |
| 4  | 야콥스/Jacobs      | 20,096  |
| 5  | 메르턴스/Mertens   | 18,699  |
| 6  | 빌럼스/Willems     | 18,540  |
| 7  | 클라이스/Claes     | 16,757  |
| 8  | 호선스/Goossens    | 16,075  |
| 9  | 바위터르스/Wouters | 15,834  |
| 10 | 더스멋/De Smet     | 14,251  |

벨기에의 언어에 따른 3개 지역별 성씨 순위는 다음과 같다.
|   | 플랑드르         | 왈롱           | 브뤼셀           |
| - | ---------------- | -------------- | ---------------- |
| 1 | 페터르스 Peeters | 뒤부아 Dubois  | 얀선스 Janssens  |
| 2 | 얀선스 Janssens  | 랑베르 Lambert | 페터르스 Peeters |
| 3 | 마이스 Maes      | 마르틴 Martin  | 뒤부아 Dubois    |
| 4 | 야콥스 Jacobs    | 뒤퐁 Dupont    | 야콥스 Jacobs    |
| 5 | 빌럼스 Willems   | 뒤몽 Dumont    | 메르턴스 Mertens |

### 체코
1. 노바크/Novák (70 504)[3][4]
2. 스보보다/Svoboda (52 088)
3. 노보트니/Novotný (49 962)
4. 드보르자크/Dvořák (46 099)
5. 체르니/Černý (36 743)
6. 프로하스카/Procházka (33 274)
7. 쿠체라/Kučera (31 286)
8. 베셀리/Veselý (26 481)
9. 호라크/Horák (25 174)
10. 녜메츠/Němec (22 795)
11. 마레크/Marek (22 548)
12. 포코르니/Pokorný (22 203)
13. 포스피쉴/Pospíšil (22 189)
14. 하예크/Hájek (21 276)
15. 엘리네크/Jelínek (20 733)
16. 크랄/Král (20 510)
17. 루치츠카/Růžička (19 846)
18. 베네시/Beneš (19 600)
19. 피알라/Fiala (19 121)
20. 세들라체크/Sedláček (18 484)

## 아메리카

### 브라질
1. 시우바/Silva
2. 산투스/Santos
3. 올리베이라/Oliveira
4. 소자/Souza/Sousa
5. 페레이라/Pereira
6. 코스타/Costa
7. 카르발류/Carvalho
8. 아우메이다/Almeida
9. 페헤이라/Ferreira
10. 히베이루/Ribeiro
11. 호드리게스/Rodrigues
12. 고메스/Gomes
13. 리마/Lima[6]

1. 마르틴스/Martins
2. 로샤/Rocha
3. 아우베스/Alves
4. 아라우주/Araújo
5. 핀투/Pinto
6. 바르보사/Barbosa
7. 카스트루/Castro
8. 페르난데스/Fernandes
9. 멜루/Melo
10. 아제베두/Azevedo
11. 바루스/Barros
12. 카르도수/Cardoso
13. 코헤이아/Correia
14. 쿠냐/Cunha
15. 디아스/Dias

### 캐나다

#### 영어권 캐나다
1. 존슨/Johnson
2. 스미스/Smith
3. 마틴/Martin
4. 모리스/Morris
5. 힐/Hill
6. 홀/Hall
7. 잭슨/Jackson

#### 퀘벡
1. 트랑블레/Tremblay (1.13%)
2. 가뇽/Gagnon (0.82%)
3. 루아/Roy (0.77%)
4. 코테/Côté (0.74%)
5. 부샤르/Bouchard (0.56%)
6. 고티에르/Gauthier (0.55%)
7. 모랭/Morin (0.51%)
8. 라부아/Lavoie (0.49%)
9. 포르탱/Fortin (0.47%)
10. 가녜/Gagné (0.47%)
11. 펠르티에/Pelletier (0.45%)
12. 벨랑제르/Bélanger (0.44%)

총인구 퍼센티지: 17.82%

### 아르헨티나
아르헨티나 자료는 수도 부에노스 아이레스의 자료에 기초한 근사치이다.
|    | 성씨                 |
| -- | -------------------- |
| 1  | 페르난데스/Fernández |
| 2  | 로드리게스/Rodríguez |
| 3  | 곤살레스/González    |
| 4  | 가르시아/García      |
| 5  | 로페스/López         |
| 6  | 마르티네스/Martínez  |
| 7  | 페레스/Pérez         |
| 8  | 알바레스/Álvarez     |
| 9  | 고메스/Gómes         |
| 10 | 산체스/Sanchez       |

## 오세아니아

### 오스트레일리아
|    | 이름              | 사람수  |
| -- | ----------------- | ------- |
| 1  | 스미스/Smith      | 114,997 |
| 2  | 존스/Jones        | 56,698  |
| 3  | 윌리엄스/Williams | 55,555  |
| 4  | 브라운/Brown      | 54,896  |
| 5  | 윌슨/Wilson       | 46,961  |
| 6  | 테일러/Taylor     | 45,328  |
| 7  | 존슨/Johnson      | 33,435  |
| 8  | 화이트/White      | 31,099  |
| 9  | 마틴/Martin       | 31,058  |
| 10 | 앤더슨/Anderson   | 30,910  |
| 11 | 톰프슨/Thompson   | 29,931  |
| 12 | 응우옌/Nguyen     | 29,798  |
| 13 | 토머스/Thomas     | 27,276  |
| 14 | 워커/Walker       | 26,688  |
| 15 | 해리스/Harris     | 26,025  |
| 16 | 리/Lee            | 25,612  |
| 17 | 라이언/Ryan       | 25,526  |
| 18 | 로빈슨/Robinson   | 25,168  |
| 19 | 켈리/Kelly        | 25,014  |
| 20 | 킹/King           | 24,870  |